# رایتشکو
رایتشکو (به لاتین: Ráječko) یک منطقهٔ مسکونی در جمهوری چک است که در ناحیه بلانسکو واقع شده‌است. رایتشکو ۵٫۰۱ کیلومتر مربع مساحت و ۱٬۲۶۰ نفر جمعیت دارد و ۲۶۸ متر بالاتر از سطح دریا واقع شده‌است.